# ヴィネンデン

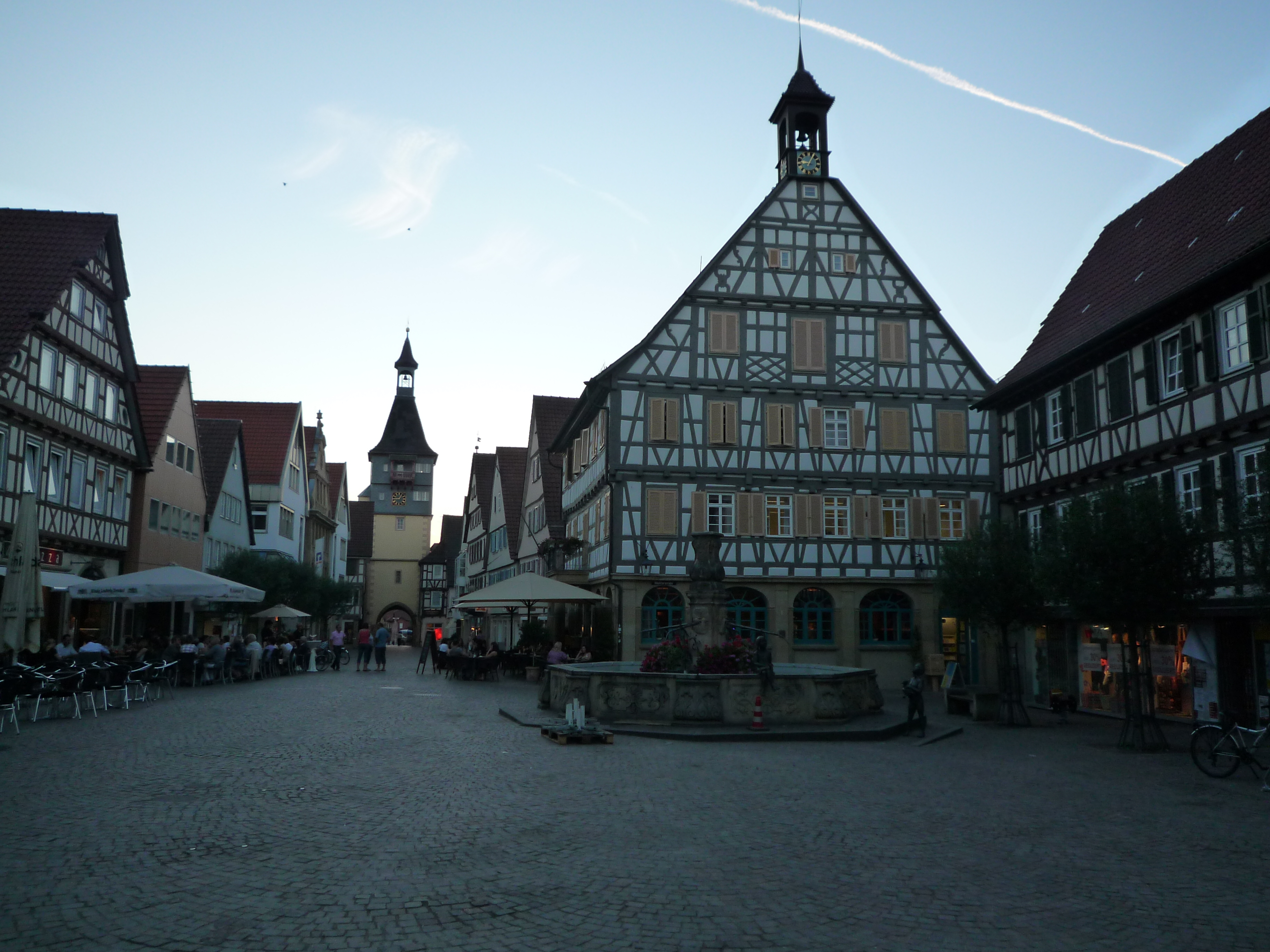
ヴィネンデンのマルクト広場。通りの奥にシュヴァイクハイマー楼門が見える。

ヴィネンデン (ドイツ語: Winnenden, ドイツ語発音: [ˈvɪnəndn̩] ( 音声ファイル)) はドイツ連邦共和国バーデン＝ヴュルテンベルク州レムス＝ムル郡に属す市である。州都シュトゥットガルトの北東約 20 km に位置している。本市はレムス＝ムル郡で5番目に大きな街であり、ヴァイブインゲン/フェルバッハ中級中心地区に属す。本市は、シュトゥットガルト地方（1992年まではネッカー中流域）およびシュトゥットガルト大都市圏に属す。ヴィネンデンは、1973年1月1日から大規模郡都市となっている。

## 地理

### 位置
ヴィネンデンは、人口約270万人のシュトゥットガルト地方に属し、シュヴァーベンの森の西端、高度 270 から 504 m に位置している。旧市街は、ブーヒェンバッハ川とツィプフェルバッハ川との間の丘陵に位置している。

### 隣接する市町村
ヴィネンデンは、北から時計回りに以下の市町村と境を接する: バックナング、アルマースバッハ・イム・タール、ベルグレン、レムスハルデン、コルプ、シュヴァイクハイム、ロイテンバッハ。

### 市の構成
ヴィネンデンの市域は、中核市区および1964年に形成された住宅地区シェルメンホルツ（独立した市区ではないが、2000年時点で人口 4,441人を数える）と、市町村再編に伴って1970年代になってから合併した市区のバーハ、ビルクマンスヴァイラー、ブロイニングスヴァイラー、ビュルク、ハンヴァイラー、ヘルトマンスヴァイラー、へーフェンからなる。それぞれの市区には固有の名称を持つ住宅地区が存在する。

### 土地利用
| 土地用途別面積 | 面積 (km2) | 占有率 |
| -------------- | ---------- | ------ |
| 住宅地         | 2.90       | 10.3 % |
| 産業用地       | 1.32       | 4.7 %  |
| レジャー用地   | 0.41       | 1.4 %  |
| 交通用地       | 2.55       | 9.1 %  |
| 農業用地       | 12.38      | 44.1 % |
| 森林           | 7.25       | 25.9 % |
| 水域           | 0.14       | 0.5 %  |
| その他の用地   | 1.10       | 3.9 %  |
| 合計           | 28.05      |        |

出典: Statistisches Landesamt Baden-Württemberg

### 地域計画
ヴィネンデンは、州都シュトゥットガルトを上級中心都市とするシュトゥットガルト地域内のヴァイブリンゲン/フェルバッハ中級中心地区において下級中心をなしている。

## 歴史

### 中世から近世
ヴィネンデン集落はおそらく12世紀に成立した。ゴットフリート・フォン・シャウエンブルク＝ヴィネンデンという人物が1181年の皇帝フリードリヒ1世の文書に証人として記載されている。彼はこの地に城を有していた。1200年頃、当時は Windin と呼ばれていたこの城は、ハインリヒ・フォン・ノイフェンの支配下にあった。この城はさらに、1277年にコンラート・フォン・ヴァインスベルクに譲渡された。この集落は1212年に後の皇帝フリードリヒ2世によって都市権を授けられた。ヴィネンデンはレムス＝ムル郡で最も古い都市である。ヴィネンデンの城と都市は、1325年10月10日にヴュルテンベルクに売却された。ヴュルテンベルク時代にヴィネンデン領からアムト・ヴィネンデンが形成され、後にオーバーアムトに昇格した。都市城館（ドイツ騎士団ヴィネンデン司令部。1291年に文献に記載されている。ヴィネンタール城とも呼ばれる）は1665年にヴュルテンベルクの所有となった。

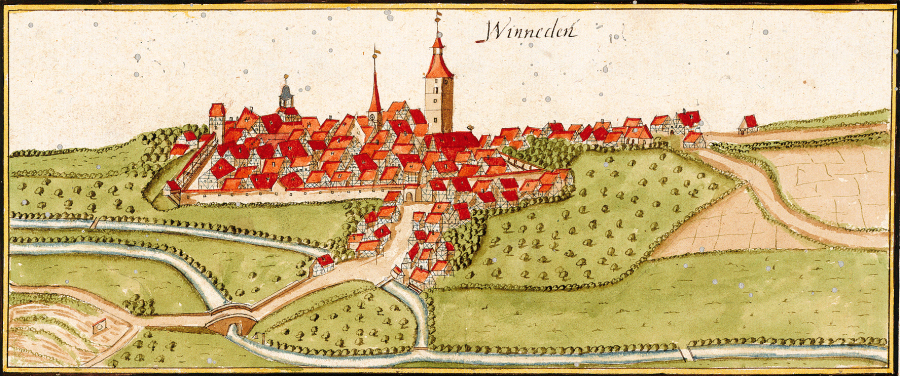
アンドレアス・キーザーの1685年の森林登録簿に描かれたヴィネンデン

ドイツ農民戦争では、ヴィネンデンはまず、「貧しいコンラート」の影響下にあったが、1519年にシュヴァーベン都市同盟に従うことを余儀なくされた。1616年にはペストに似た疫病が住民の約半分の命を奪った。三十年戦争でこの街は、1638年と1643年に略奪を受けた。皇帝軍、フランス軍、スウェーデン軍が入れ替わりでヴィネンデンを占領した。
ヴュルテンベルク公エーバーハルト3世は1665年にドイツ騎士団ヴィネンデン司令部を宮廷事務局領として獲得した。この地域からシュタプスアムト・ヴィネンタールが形成された。1693年にフランス軍がヴィネンデンを焼き討ちした。市壁の中の内市街全域が焼失した。

### 近代
1808年にヴュルテンベルク王国成立後の新たな統治体制に基づき、オーバーアムト・ヴィネンデンとシュタプスアムト・ヴィネンタールが廃止され、現在ヴィネンデンの市区となっている当時の市町村すべてがオーバーアムト・ヴァイブリンゲンに属すこととなり、1938年にヴァイブリンゲン郡に改編された。
1876年にムルタール鉄道のヴィプリンゲン - バックナング間が完成したことで、ヴィネンデンは王立ヴュルテンベルク邦有鉄道の鉄道網と結ばれた。

### 現代
2009年3月11日にこの街は、世界中の新聞の大見出しになった。アルベールヴィル実科学校が、いわゆる「ヴィネンデン銃乱射事件」の現場となったのである。これは、17歳の犯人ティム・クレッチュマーが、ヴィネンデンで13人、その後ヴェンドリンゲン・アム・ネッカーへ逃亡する途中でさらに2人を殺害し、最後に自殺した事件であった。
ヴィネンデンは2012年に800年祭を挙行した。
ヴィネンデンは、2019年のバーデン＝ヴュルテンベルク州郷土の日を開催する。

### 市町村合併
1970年代初めの地域再編に伴い、多くの隣接する町村が合併した。これにより市域は現在の広がりを得て、人口は2万人を超えた。これを承けて、市当局は大規模郡都市への昇格を申請し、バーデン＝ヴュルテンベルク州当局は1973年1月1日にこれを発効させることを決定した。
バーハ (Baach) は1357年に初めて記録されており、大部分がドイツ騎士団ヴィネンデン騎士修道会管区に属した。この集落は1665年にヴュルテンベルク領となり、アムト・ヴィネンデン（後にオーバーアムト）に属した。
ビルクマンスヴァイラー (Birkmannsweiler) は1304年に Berkamswiler として初めて記録されており、ヴィネンデン家に属した。この集落はおそらく1325年にヴュルテンベルク領（アムト・ヴィネンデン）に属したが、ドイツ騎士団もこの集落に所領を有していた。1545年の時点ですでにこの集落には 42戸があった。
ブロイニングスヴァイラー (Breuningsweiler) は1293年に Bruningswiler という表記で、ロルシュ修道院がこの所領のフォークト権をヴュルテンベルクに譲渡した際に初めて記録されている。1443年にはシェンケン・フォン・ヴィネンデンおよびドイツ騎士団の騎士修道会管区も所領を有していた。1545年頃この集落には19戸があった。1665年から集落全域がヴュルテンベルク領（アムト・ヴィネンデン）となった。
ビュルク (Bürg) は1210年に castrum Winidum として初めて記録されている。1525年には Bürg、1624年には Altwinnenden と呼ばれている。アルトヴィネンデン城は、ヴュルテンベルクが獲得する以前はヴィネンデン家の所有であった。この集落は初め、シューラーホーフ居住地やシュテッケンホーフ居住地とともにバーハに属していた。ビュルクは1815年にオーバーアムト・ヴァイブリンゲン内の独立した町村となった。シュテッケンホーフは1972年1月1日に隣のエッシュエルブロンに併合され、1972年4月1日に新たな町村ブーヒェンベルクの一部となった（1972年12月27日からはさらにベルグレンの一部）。
ハンヴァイラー (Hanweiler) は1426年に Heinwiler として初めて記録されている。1447年には im Trombach genannt Hanweiler という記述がある。トロンバッハの森は、1288年にはすでにノイフェン家から新たに設立されたドイツ騎士団騎士修道会管区に寄進されていた。ハンヴァイラーはドイツ騎士団騎士修道会管区に属し、その後ヴュルテンベルク領となった。この集落は初め宮廷事務局領であったが、1753年にラントシャフトとなり、シュタプスアムト・ヴィネンタールが管理した。
ヘルトマンスヴァイラー (Hertmannsweiler) は1444年に Hertmannswiller として初めて記録されている。この集落はこの時点からすでにヴュルテンベルク領であり、アムト・ヴィネンデンの支部裁判所に属していた。1545年に時点でこの集落には 73戸があった。
へーフェン (Höfen) は1524年に Höfen として初めて記録された。1559年にオーバー・ヘファとウンター・ヘファ (Ober und Unter Heffa)とに分けられた。この2つのヘーフェ、ドイツ騎士団騎士修道会管区の設立によってその所領となった。この集落は、1665年にヴュルテンベルク領となり、シュタプスアムト・ヴィネンタールの管轄下に置かれた。

#### ヴィネンデン市への合併時期
- 1971年1月1日: へーフェン[8]
- 1971年12月1日: バーハ、ビュルク（シュテッケンホーフを含む）、ヘルトマンスヴァイラー[8]
- 1972年1月1日: ブロイニングスヴァイラー、ハンヴァイラー、隣接するエッシェルブロンのシュテッケンホーフ周辺の居住地（現在のベルグレン）[9]
- 1974年1月1日: ビルクマンスヴァイラー[10]

## 住民

### 人口推移
以下に示すグラフの人口は、推定値、人口調査結果、各時点での統計担当部局の公的な研究結果に基づいている。

ヴィネンデンの人口推移

ヴィネンデンの外国人比率は、2011年5月9日現在 14.9 % である。

### 宗教
ヴィネンデンは、初めはコンスタンツ司教区に属していた。1534年からヴュルテンベルク領全域で宗教改革が始まり、ヴィネンデンも1537年に改宗した。これ以後ヴィネンデンは純粋なプロテスタントの街であった。この街はヴァイブリンゲン教会監督管区および教会管区に属していた。現在のヴィネンデン市教会組織には、聖ベルンハルト市教会や聖ヤーコブス城館教会が属した。組織は、後者で礼拝を行っていた。福音主義ヴィネンデン教会組織には、同じく宗教改革を経た現在市区を形成している町の市教会も属した。その後一部は独自の教会を創設した。1837年にヘルトマンスヴァイラー教会組織が形成され、1911年からビュルクの信者らもこれに属した。1964年、ビュルクに独自の教会（復活教会）が建設された。1840年にビルクマンスヴァイラー教会組織が形成され、1911年からバーハとへーフェンの信者もこれに属した。ブロイニングスヴァイラーは1922年に独自の教会組織となり、隣接するブオホ（レムスハルデン）の信者もこれに属した。現在、市教会組織、シェルメンホルツ＝ハンヴァイラー教会組織、パウル＝シュナイダー＝ハウス教会組織は、福音主義ヴィネンデン総合教会組織を形成している。シェルメンホルツ＝ハンヴァイラー教会組織の説教師所在地は、1962年に建設されたハンヴァイラー教会と、シェルメンホルツのクリストフォルス教会である。パウル＝シュナイダー＝ハウス教会組織は、同名の教団集会所で礼拝を行っている。
20世紀にカトリック信者やイスラム教徒が流入し勢力を増していった。ヴィネンデンでは、1946年に宗教改革後最初のカトリックの司牧会が形成され、1958年に司祭区が設けられた。固有の教会聖カール・ボロメウス教会は1961年に建設された。この司祭区は、バーハ、ビルクマンスヴァイラー、ブロイニングスヴァイラー、ビュルク、ハンヴァイラー、ヘルトマンスヴァイラー、へーフェン、シェルメンホルツをも管轄しており、レムス＝ムル首席司祭区の一部をなす。シェルメンホルツには、1971年に、もう一つの信者集会所としてマクシミリアン＝コルベ＝ハウスが建設された。さらにベルグレンのオッペルスボームにも、ヴィネンデン教会に属す聖マリア集会所がある。
Zensus 2011 によれば、プロテスタントが 39.3 % で、この街最大の宗教グループである。カトリックは住民の 21.6 % である。39.1 % はその他の宗教または無宗教である。この宗教分布は、郡レベルのそれとおおむね一致する。州レベルとの比較では、カトリックの比率がかなり小さく、無宗教もしくは他の宗教の比率がかなり大きい。連邦レベルとの比較ではプロテスタントが多く、カトリックが少ない。約11,000人のプロテスタント信者は、事実上ほぼ全員がドイツ国民である。カトリック信者約6,000人のうち、約1,000人が外国人である。その他の宗教および無宗教では、約 30 % が外国人である。
2大教会の他に、ヴィネンデンには DITIP に関連したモスク協会があり、2000年にロイテンバッハ市区にコジャテペモスクを開所した。また、ヴィネンデンとビルクマンスヴァイラーに教団を持つ統一メソジスト教会、チャーチ・オブ・ゴット、フォルクスミッション・エントシーデナー・クリステン、自由福音主義連盟といった自由教会が存在する。新使徒派教会もヴィネンデンで活動を行っている。

## 行政

### 議会
ヴィネンデンの市議会は、選挙で選出された26人の名誉職の議員と議長を務める上級市長で構成されている。上級市長は市議会において投票権を有している。

### 青年議会
ヴィネンデンの青年は1994年から2年ごとに選出される青年議会で街の行事の運営に参加している。青年議会は若者たちの代弁者であり、若者たちと市の機関との間の仲介役でもある。市の青年担当部局と行政当局は、この組織を支援している。

### 首長
かつて市のトップは、アムトの長、市長、アムトの書記、11人の裁判所関係者、6人の議会関係者からなるマギストラート（参事会）であった。フォークト（代官）が市の監督を務めた。1613年に独自のオーバーフォークト（上級代官）が設けられた。それ以前は、ヴァイブリンゲンと兼任のオーバーフォークトであった。
首長の職名は、1819年から "Stadtschultheiß"、1930年から "Bürgermeister"（市長）、そして1973年1月1日の大規模郡都市への昇格に伴い "Oberbürgermeister"（上級市長）と変化した。上級市長は8年ごとの直接選挙で選出される。上級市長は、市議会の議長であり、市行政の指導者であり、対外向けの市の代表者でもある。首長の代行者は、1970年代初めは "Erste Beigeordnete"、1978年以降は "Bürgermeister" を公式な職名とする。この職は市議会によって選出される。
上級市長:
- 1973年 - 1978年: ヘルマン・シュヴァープ（それ以前は市長であった）
- 1978年 - 1994年: カール＝ハインリヒ・レプヘルツ
- 1994年 - 2010年: ベルンハルト・フリッツ (CDU)
- 2010年4月1日から: ヘルムート・ホルツヴァルト (CDU)

ホルツヴァルトは2018年1月の選挙で 91.37 % の票を得て再選された。

### 紋章
ヴィネンデン市の紋章は、銀地で、2本の緑色の蔓状の植物で囲まれた金の内盾。内盾の中には、3本の黒いシカの角が水平に並べられている。市の旗は、黒 - 黄色である。紋章と機は、1961年1月23日にバーデン＝ヴュルテンベルク州内務省によって認可された。シカの角は、ヴュルテンベルク家にかつて帰属していたことを象徴している。

### 姉妹都市
ヴィネンデンは、以下の2都市と姉妹都市協定を締結している:
- アルベールヴィル（フランス、サヴォワ県）1969年
- サント・ドミンゴ・デ・ラ・カルサーダ（スペイン、ラ・リオハ州）1993年

## 文化と見所

### 博物館/展示
- PMW e.V. の大きな鉄道模型[18]
- ヴィネンデン消防博物館[19]

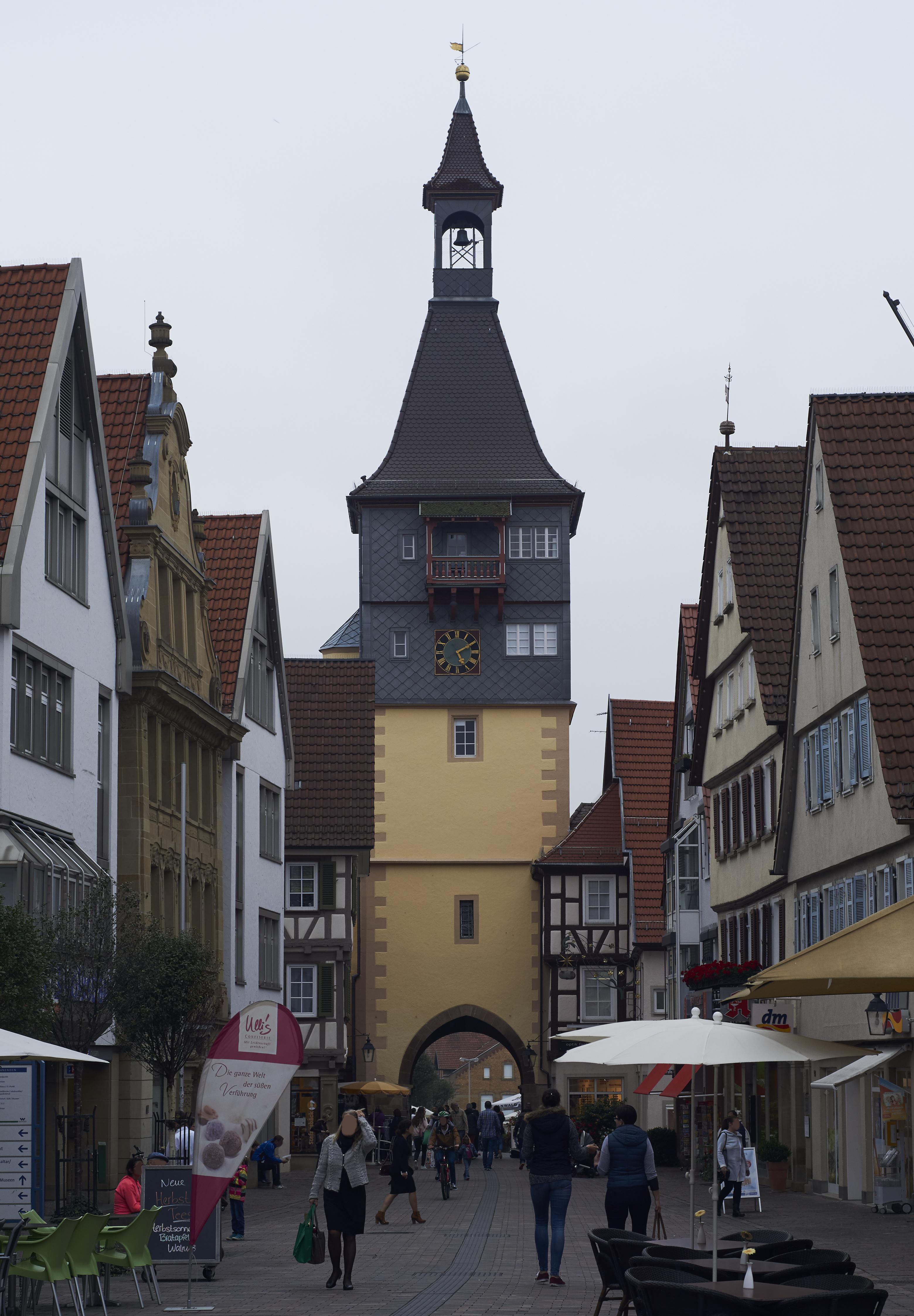
ヴィネンデン郷土博物館が入居しているシュヴァイクハイマー楼門

- ヴィネンデン郷土博物館 - シュヴァイクハイマー楼門内[20]
- ヴィネンデン＝ヘルトマンスヴァイラー市区の郷土資料室
- シュロス＝カフェのニコラウス・レーナウの展示

- ヴィネンデン消防博物館

### 建築

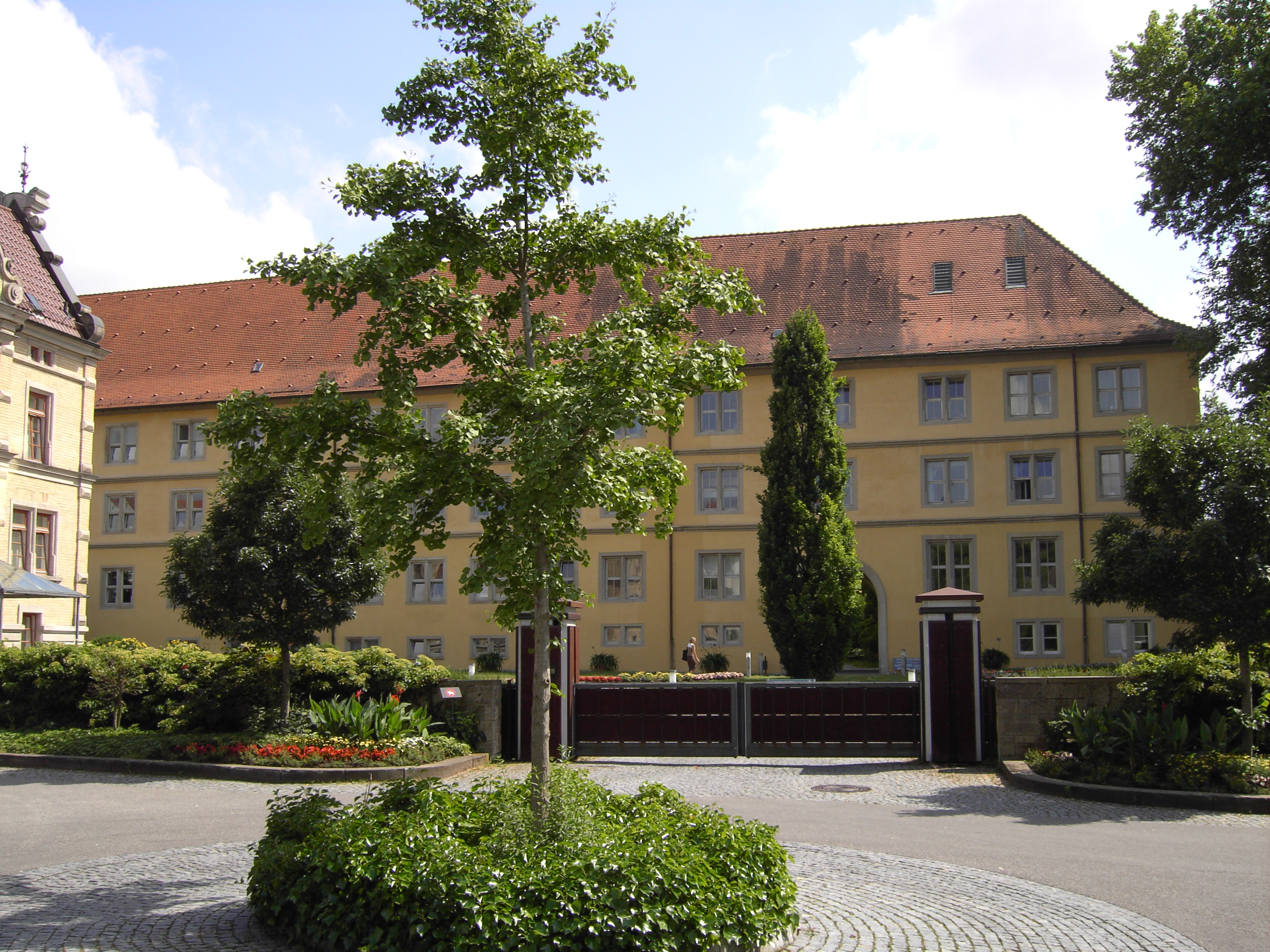
ヴィネンタール城

- 木組み建築群とバロック様式の立派な民家が立ち並ぶ歴史的旧市街、この街の象徴的建造物であるシュヴァイクハイマー楼門、ディープス塔
- 聖ベルンハルト市教会、現在教区教会となっているこの教会は、礼拝堂として初期ゴシック様式で建設され、宗教改革後に改築された。塔は1693年の再建時に、鐘状の覆いがつけられた多角形の明かり取りの塔を持つ丸屋根が取り付けられた。
- ヴィネンタール城は、初めはドイツ騎士団司令部、その後はヴュルテンベルク＝ヴィネンタール家の居城であった。
- 城館教会は、三廊式の列柱バシリカで、元々は14世紀に何代かの先行教会があった場所に建設された。すぐ隣に位置する城館はドイツ騎士団によって利用されたこともある。内陣には1520年に作製されたヤコブス主祭壇あり、使徒ヤコブスの生涯と業績が表現されている。
- ヴィネンデン＝ビルクマンスヴァイラーの「ノイミューレ」は粉ひきのヨハン・ヤーコプ・シュル（ヨハン・ヤーコプ・シュラーとも[21]）のために建設されたが、要石に刻まれたイニシャルは、その義兄（または義弟）にあたるヨハン・アダム・グロースとの関係を示している。第二次世界大戦の戦中・戦後に施設が拡大され、4つの階を貫いて、稼働可能な粉挽き装置が設置されている。ノイミューレは1987年から保護文化財となっている[22]。
- ヴィネンダー・マルクトハウスは2006年秋にオープンした。この中には様々なオフィスの他にヴィネンデンの市立図書館が入っている。マルクトハウスは内市街（マルクト通り）を魅力的なものにしている。
- アルカーディエン・ヴィネンデン居住区は、2007年から2012年に建設された。これはルートヴィヒスブルクのシュトレンガーのプロジェクトで、世界の後世に遺る建築プロジェクトとして国際的な評価を得た（グリーン・ドット賞）。地元の人には「ディー・トスカーナ」として知られている。

市区部には以下の教会がある:

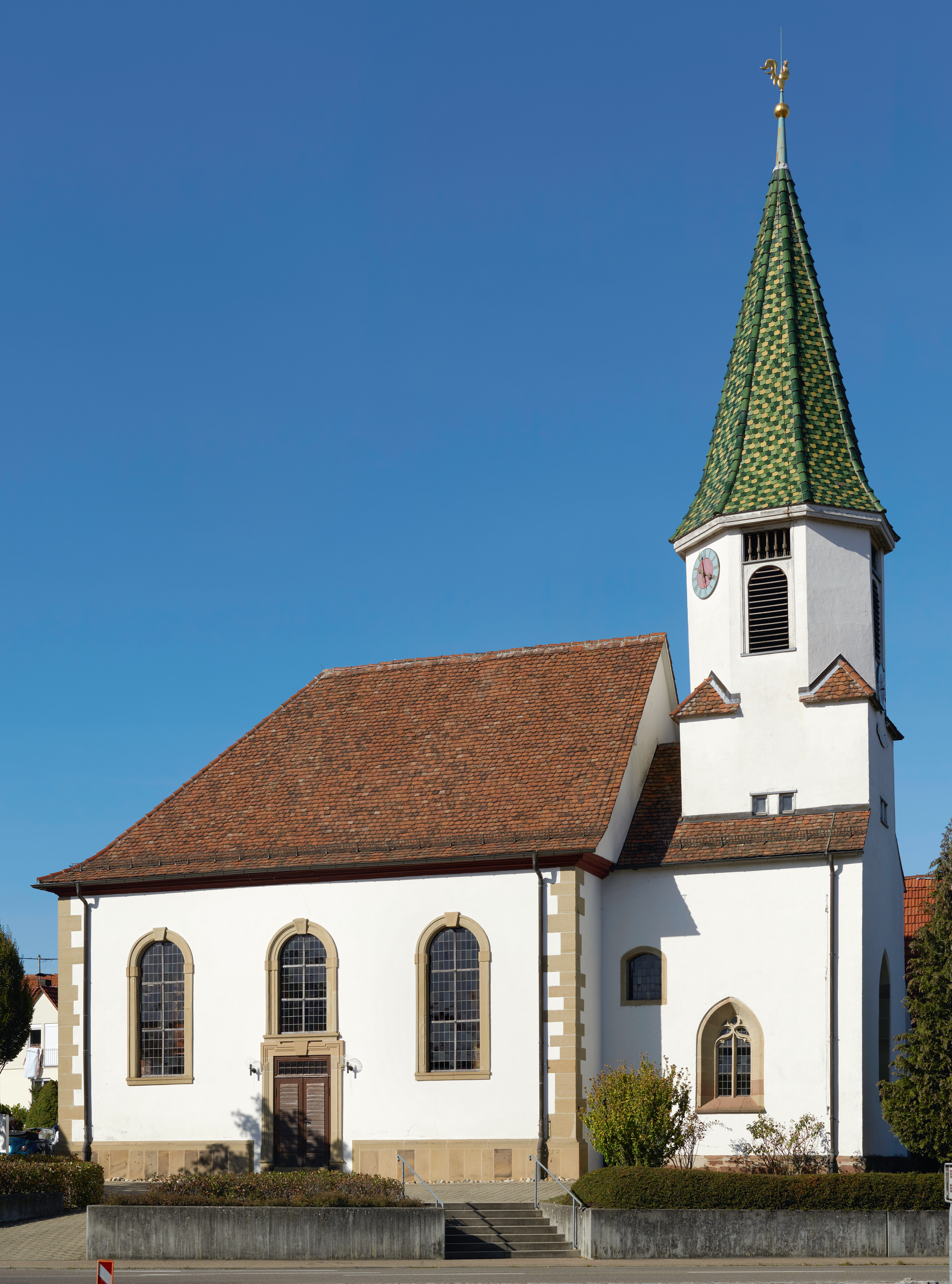
ヘルトマンスヴァイラー教会

- 福音主義のビルクマンスヴァイラー教区教会は、19世紀に改築された旧ウルリヒ礼拝堂である。木製の講壇は1520年から30年のものである。
- 福音主義ブロイニングスヴァイラー教会は1922年から23年に建設され、1973年に新しい教会堂が献堂された。
- ビュルクでは、1964年から教会が建設された（復活教会）。ここには1355年に聖ファイト礼拝堂があったことが証明されている。
- ハンヴァイラーには1962年から福音主義教会がある。
- ヘルトマンスヴァイラー教会は、1733年に先行教会の替わりに建設され、1876年に建て替えられた。

- ディープス塔
- 聖ベルンハルト市教会
- 城館教会
- アルカーディエン・ヴィネンデン
- ヴィルクマンスヴァイラー教区教会

### 年中行事
- 5月: ヴィネンデンの喜びの日（2004年から）[23]
- 7月: シティー＝トレフ・ヴィネンデン、DLRG 24時間水泳
- 8月: ヴィネンデンのワインの日、ブロイニングスヴァイラー・ホッケトゼ[訳注 1]
- 10月: ヴィネンデンの秋の市[24]
- 10月/11月: ヴィネンデンの児童・幼児書の日、1984年から、精神病センターの祝祭ホール
- 11月/12月（第1アドヴェントの週末）: ヴィネンデンのクリスマスマーケット[25]

### スポーツ
ヴィネンデン最大のスポーツクラブは、SV ヴィネンデン 1848 e.V. である。会員数は 2,800人で、15部門を擁している。陸上競技部門は、バーデン＝ヴュルテンベルク州大会やドイツ選手権大会でしばしば成功を収めている LG レムス＝ムルの一部である。インライン＝スケートの第1チームはブンデスリーガ2部南部でプレイしている。この他に SV ヴィネンデンの女子サッカーチームはランデスリーガ（6番目のリーグ）に参加している。

## 経済と社会資本

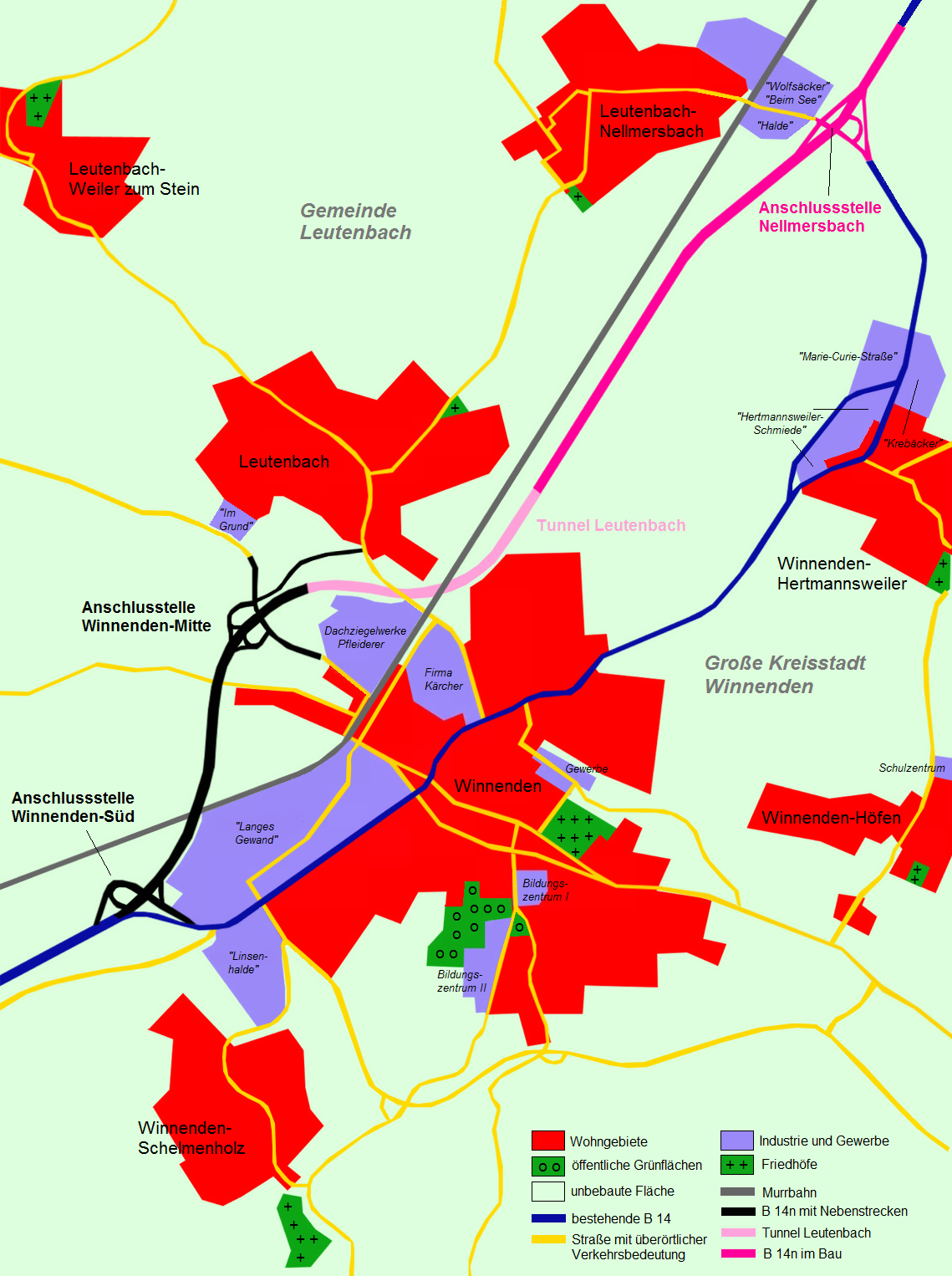
連邦道 B14n号線のルート図

### 交通
ヴィネンデンは、連邦道 B14号線（シュトゥットガルト - シュヴェービッシュ・ハル）のヴァイブリンゲンとバックナングとの間に位置している。2009年にバイパス道路が完成するまで B14号線は街の中心部を通っていた、1979年にフェルバッハからアウトバーン風に拡充された B14号線はヴィネンデンの南西を迂回するようになった。2002年から4車線の西バイパス道路が建設された。一時的に B14n という番号がつけられ、2006年に開通したツィプフェルバッハ橋を通る南の工事区間は、初めロイテンバッハ・トンネルの工事現場前のヴィネンデン＝ミッテ・インターチェンジで終了していた。このトンネルは、ロイテンバッハとヴィネンデンとの間にあり、フンガーベルクやムル鉄道と交差している。このトンネルおよびその北区間ネルマースバッハまでは、2009年9月21日に開通した。ヴィネンデンとヘルマンスヴァイラーを通っていた旧14号線の路線は、格下げとなり、一部は解体された。

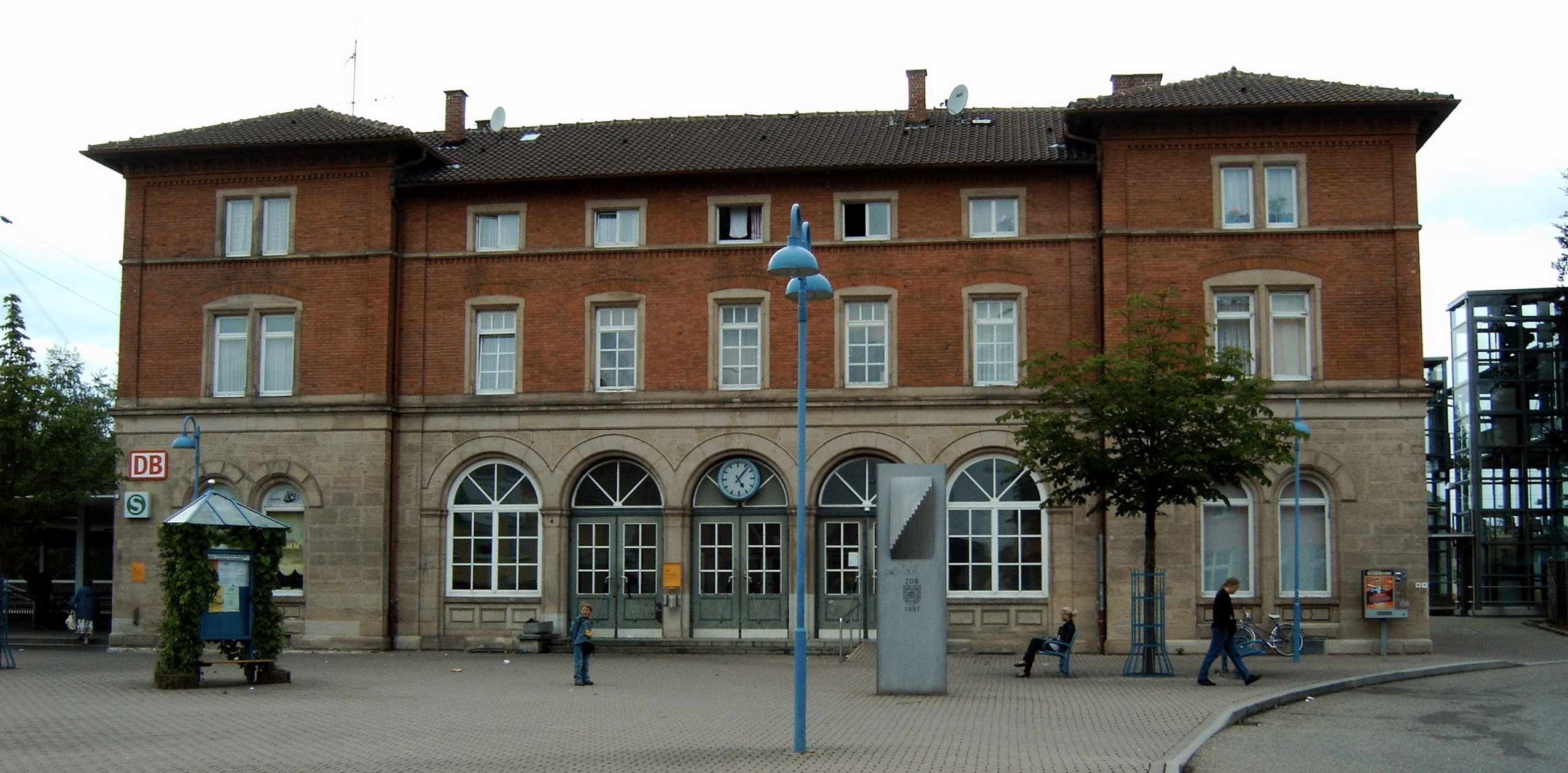
ヴィネンデン駅

ヴィネンデンは、鉄道ヴァイブリンゲン - シュヴェービッシュ・ハル＝ヘッセンタール線（ムル鉄道）沿いに位置している。シュトゥットガルトSバーンの S3号線（バックナング - シュトゥットガルト - 空港）もこの路線を運行している。ヴィネンデン駅からは、約25分でシュトゥットガルト内市街に到着する。市内ではバス路線網が整備されており、市外の町とも結ばれている。すべての路線には、シュトゥットガルト交通・運賃連盟 (VVS) 内の統一料金が適用される。

### 地元企業
地域を超えて有名なのは、洗浄機メーカーのケルヒャー、AEGやミルウォーキーといった商標の電気機器を製造する A&M エレクトリック・ツールス、中堅スポーツ用品メーカーのゴットヒルフ・ベンツ体操用具製造である。

### メディア
ヴィネンデンのローカルニュースは、ヴァイブリンゲン新聞出版の日刊紙「ヴィネンダー・ツァイツゥング」に掲載される。

### 教育

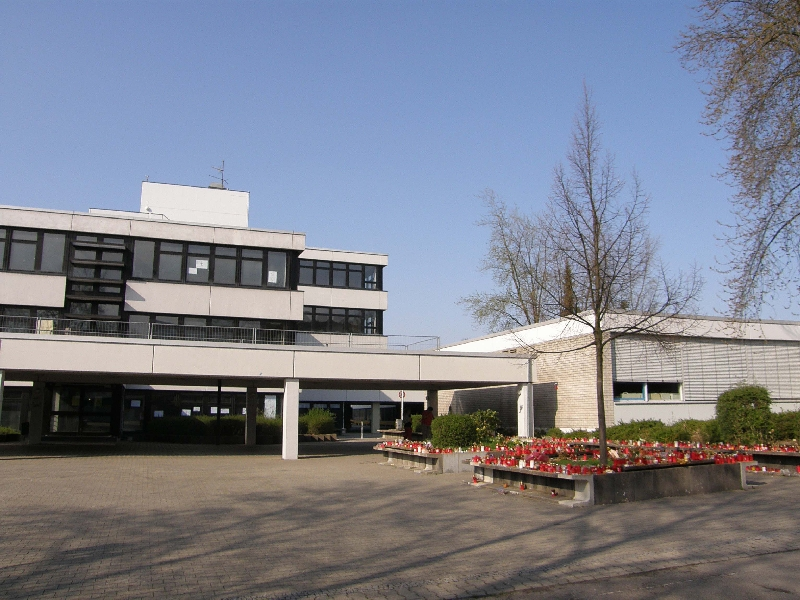
レッシング＝ギムナジウムとロベルト＝ベーリンガー＝シューレとの複合体

ヴィネンデンにはギムナジウム 2校（レッシング＝ギムナジウムとゲオルク＝ビューヒャー＝ギムナジウム）、実科学校 2校（アルベールヴィル実科学校とゲシュヴィスター＝ショル実科学校）、養護学校 1校（ハーゼルシュタインシューレ）、ヴェルクレアルシューレ 1校（ロベルト＝ベーリンガー＝シューレ）が中核市区にある。基礎課程学校は中核市区に3校（シュテッカハシューレ、カステンシューレ、フンガーベルクシューレ）とビルクマンスヴァイラー、ブロイニングスヴァイラー、ヘルトマンスヴァイラー、へーフェン、シェルメンホルツにそれぞれ1校ある。
ともにパウリエンプフレーゲ・ヴィネンデンが運営する教育補助のボーデンヴァルトシューレおよび聴覚・言語障害児のための職業訓練所がヴィネンデンの教育環境を補完している。1823年に牧師のフリードリヒ・ハイムによって創設されたパウリエンプフレーゲは、福音主義の青少年および障害者のための機関である。この機関は、障害を持つ青少年や成人の学校および福祉施設を支援している。

### 医療

#### 精神病センター - クリニークム・シュロス・ヴィネンデン
1834年3月1日、臨床精神学の医師で改革者のカール・ハインリヒ・ゴットヒルフ・フォン・ケストリンの計画に基づき、ヴィネンタール城内に精神病院が設立された。アルベルト・ツェラー博士に治療・介護施設の運営が委ねられた。ツェラーは、ヴィネンタールでの業績で、ドイツにおける精神病学の発展に足跡を残した。詩人のニコラウス・レーナウ、大量殺人者エルンスト・ヴァーグナーや、医師で物理学者のロベルト・マイヤーがここで治療を受けた。
このヴュルテンベルク邦有施設は1940年に、シュトゥットガルト市民病院、ゲッピンゲン、ヴィネンデンのパウリーネン養護施設、ロッテンミュンスター、シュテッテン・イム・レムスタールからの患者や地元住民のための中間施設となった。T4作戦によって、老若男女あわせて396人が「安楽死」のために、いわゆる「灰色のバス」で殺戮場所のグラーフェネック城へ運ばれ、殺害された。
1971年当時の療養所から近代的な精神病州立病院 (PLK) となった。1996年に病院の法律上の形態が変更され、PLKは精神病センター (ZfP) と改名された。現在、ヴィネンデン精神病センター - クリニークム・シュロス・ヴィネンデンは、約600床の病棟と先端設備を備えた精神病学および神経学の近代的専門病院となっている。2016年には、子供や青年のための精神病外来病院が開院した。

#### レムス＝ムル＝クリニークム
2008年7月14日、レムス＝ムル郡議会は、ヴィネンデンに新しい中央病院を設立することを決定した。この新しい病院複合体が完成した後、バックナングとヴァイブリンゲンの病院は廃止されることとなった。建設費用は約2億8千万ユーロで、病院は精神病・神経学病院に隣接して建設された。準備工事が2008年に開始され、2099年6月半ばから本体工事が始まった。レムス＝ムル＝クリニークムの開院は2014年7月4日で、同月19日から通常診療が開始された。この病院は現在約650床を増築中である。この病院はショルンドルフのレムス＝ムル＝クリニークムとともに、レムス＝ムル郡が 100 % 出資しているレムス＝ムル＝クリニーケン gGmbHが運営している。

### レジャー施設とスポーツ施設
ヴネバートは、2,000 m2 の水面を持つ屋内・屋外プール施設で、ウォーターシュート、流れる水路、サウナを備えている。冬期には3つのビーチバレーフィールド上に氷が張られる。へーフェン市区には夏だけオープンする屋外ミネラルプール、ビュルク市区にはさらに無料の屋外プールがある。
ヴィネンデンおよびビルクマンスヴァイラー、ブロイニングスヴァイラー、ヘルトマンスヴァイラー、へーフェン＝バーハにはそれぞれサッカー場がある。2017年、ヴィネンデンのサッカー場のすぐ隣にスポーツパークがオープンした。ドイツ最大の Bewegungslandschaft である「ヴィナース・ドーム」もこの中にある。

## 人物

### 出身者
- ヨハン・アルブレヒト・ベンゲル（1687年 - 1752年）ルター派の神学者。敬虔主義の代表的人物
- ヨハン・ゴットリープ・クリスタラー（ドイツ語版、英語版）（1827年 - 1895年）宣教師、言語学者

## 訳注
1. ↑  Hocketse または Hockete は、主にアレマン語圏およびシュヴァーベン語圏、特に南西ドイツで開催される伝統的な食べ物を楽しむ祭りである。
2. ↑  ヴェルクレアルシューレ (ドイツ語: Werkrealschule) は、ドイツ内でもバーデン＝ヴュルテンベルク州特有の学校形態で、本課程学校の第9または第10学年修了の生徒から選抜で第10学年以降の中等教育クラスに進学できる制度およびその課程